# Cocytius duponchelii
Cocytius duponchelii är en fjärilsart som beskrevs av Luc. Cocytius duponchelii ingår i släktet Cocytius och familjen svärmare. Inga underarter finns listade i Catalogue of Life.